# آبشار راوان
آبشار راوان (به انگلیسی: Rawan Ella) آبشاری است که در سری‌لانکا واقع شده و ارتفاع کلی ریزشگاه آن ۲۸ متر است.